# Santiago Castro Gómez
 (avril 2021).
La mise en forme du texte ne suit pas les recommandations de Wikipédia : il faut le « wikifier ».
Les points d'amélioration suivants sont les cas les plus fréquents. Le détail des points à revoir est peut-être précisé sur la page de discussion.
- Les titres sont pré-formatés par le logiciel. Ils ne sont ni en capitales, ni en gras.
- Le texte ne doit pas être écrit en capitales (les noms de famille non plus), ni en gras, ni en italique, ni en « petit »…
- Le gras n'est utilisé que pour surligner le titre de l'article dans l'introduction, une seule fois.
- L'italique est rarement utilisé : mots en langue étrangère, titres d'œuvres, noms de bateaux, etc.
- Les citations ne sont pas en italique mais en corps de texte normal. Elles sont entourées par des guillemets français : « et ».
- Les listes à puces sont à éviter, des paragraphes rédigés étant largement préférés. Les tableaux sont à réserver à la présentation de données structurées (résultats, etc.).
- Les appels de note de bas de page (petits chiffres en exposant, introduits par l'outil «  Source ») sont à placer entre la fin de phrase et le point final[comme ça].
- Les liens internes (vers d'autres articles de Wikipédia) sont à choisir avec parcimonie. Créez des liens vers des articles approfondissant le sujet. Les termes génériques sans rapport avec le sujet sont à éviter, ainsi que les répétitions de liens vers un même terme.
- Les liens externes sont à placer uniquement dans une section « Liens externes », à la fin de l'article. Ces liens sont à choisir avec parcimonie suivant les règles définies. Si un lien sert de source à l'article, son insertion dans le texte est à faire par les notes de bas de page.
- La présentation des références doit suivre les conventions bibliographiques. Il est recommandé d'utiliser les modèles {{Ouvrage}}, {{Chapitre}}, {{Article}}, {{Lien web}} et/ou {{Bibliographie}}. Le mode d'édition visuel peut mettre en forme automatiquement les références.
- Insérer une infobox (cadre d'informations à droite) n'est pas obligatoire pour parachever la mise en page.

Pour une aide détaillée, merci de consulter Aide:Wikification.
Si vous pensez que ces points ont été résolus, vous pouvez retirer ce bandeau et améliorer la mise en forme d'un autre article.
Santiago Castro Gómez, né en 1958 à Bogota, est un philosophe colombien, professeur à l'Université pontificale Javeriana.

## Biographie
Il a suivi une formation en philosophie à l'université Santo Tomás de Bogotá, puis à l'université de Tübingen et à l'université Goethe de Francfort-sur-le-Main, où il a obtenu respectivement une maîtrise puis un doctorat de philosophie.  
Cet intellectuel, grand connaisseur des courants post modernes européens ou nord-américains et de la tradition philosophique de son continent, a participé de façon critique à la diffusion de la théorie décoloniale latino- américaine. Il enseigne à Bogotá, à la Pontificia Javeriana et a joué un rôle important dans l’institut Pensar qui dépend de cette  université, y ouvrant une chaire d’Études Culturelles, à la fin du siècle dernier. Il a été professeur invité à l'université Duke, à l'université de Pittsburgh et à l'université Goethe de Francfort. 

## Idées

### Penser les sciences sociales depuis l'Amérique latine
Dans les années 1980, il a été un étudiant familier des discussions et de l’enseignement des intellectuels du groupe de Bogotá. Ces derniers introduisirent en Colombie la philosophie de la libération, à la fin des années soixante dix. À l'époque, il n'existait pas en Colombie de tradition latino-américaniste comparable à celle du Pérou, du Mexique et de l'Argentine. Le groupe, de ce fait, se concentra au début sur l'étude de l'histoire des idées latino-américaines, d'une part, et sur la de l’existence ou non d’une philosophie latino-américaine rapidement, l'idée  que l'Amérique latine  pouvait être un horizon situé et concret de réflexions philosophiques dans un cadre interprétatif  chrétien s'imposa.Le premier livre publié par Castro Gomez, Critica de la razón latino-américana, en 1996,  est le fruit de cette histoire.  C'est une analyse critique du « latino-américanisme». L'auteur s’attache à y décrire ce discours pour le critiquer. En bon foucaldien, il affirme que « au lieu de nous interroger sur la vérité de l’identité latino-américaine, nous nous interrogeons maintenant sur l’histoire de la production de cette vérité. Ce qui est recherché n’est pas un référent porteur de vérité sur l’Amérique latine, mais un cadre interprétatif dans lequel cette vérité est produite et énoncée (Castro Gómez, 1998). Dans ce livre, il assume une position  méfiante vis-à-vis du projet révolutionnaire et des utopies en général, interrogeant la portée de notions comme celle de peuple, ou de nation, présentes dans les approches en « Amérique latine ». La notion de peuple lui semble liée à la question de l’identité, et l’utopie, à une volonté de changement qui ne tient pas compte de l’hétérogénéité de la société. Il aborde en même temps que l’œuvre de Rodolfo Kusch (es), Augusto Salazar Bondy (es) ou encore Leopoldo Zea Aguilar,  représentants de la philosophie latino-américaine, la perspective du philosophe argentin Enrique Dussel et du sociologue Aníbal Quijano. Dussel, pour sa critique puissante de l’eurocentrisme ; Quijano, pour son analyse centrée sur le rôle axial de la colonisation dans la modernite et l’invention du concept de colonialité du pouvoir. Castro Gómez relève l’intérêt de cette approche novatrice mais il est déjà critique à leur égard.

### Généalogie de la colombianité
Dans la première décennie du XXIe siècle, il publie des  travaux qui rendent compte de sa proximité avec l'approche décoloniale, mais aussi de son analyse particulière du pouvoi, moins axée sur la domination, plus attentive aux microphysiques qu’a cette macrophysique du pouvoir qui caractérise l’approche décoloniale. Inspiré  par la vision de Michel Foucault, le philosophe colombien va revenir sur les héritages coloniaux en Amérique latine, et plus particulièrement, en Colombie. Il  a recours à la méthode généalogique du penseur français, qu’il applique au contexte  colombien, publiant  des travaux concernant la période coloniale, comme la Hybris del punto zero  ou la période contemporaine, avec Tejidos Oníricos.
À la différence des penseurs du courant décolonial  avec lesquels il partage toujours certains  positionnements, Castro Gómez s’attache à identifier à la spécificité  du pouvoir en Amérique latine. Si un sociologue comme Quijano construit une réflexion très générale, sur le  rôle de la race dans la formation du monde moderne, Castro Gómez, lui, s’attache à comprendre par exemple comment dans une société donnée, la Colombie des XVIIe et XVIIIe siècles le racisme prend forme. La Hybris del punto cero est l’analyse de la formation de l’idéologie de la blanchité chez les élites colombiennes du XVIIIe siècle.   Quant à Tejidos oníricos, c’est un ouvrage dans lequel l’auteur s’intéresse à la formation d’une subjectivité colombienne moderne, dans la droite ligne de l’histoire des gouvernementalités. En montrant quels dispositifs de savoir pouvoir se mettent en place, il donne chair à des concepts comme ceux de colonialité du pouvoir et du savoir, et réalise une  approche de type empirique peu fréquente chez les représentants du courant décolonial.
Logiquement, il continue son travail de commentaire de l’œuvre foucaldienne. Il contribue à  faire connaître la perspective du dernier Foucault, celui des séminaires de 78 à 85, avec son Historia de la gubernamentalidad ( 2010), étude minutieuse dans laquelle il suit le trajet de concepts foucaldien comme celui de biopolitique, remarquant avec pertinence la disparition de ce dernier à partir de Naissance de la biopolitique .Dans un article qui a été traduit et publié dans Penser l’envers obscur de la modernité, il montre que le philosophe français a une vision réductrice de l’histoire de la colonisation car il fait de cette dernière un effet de la modernité européenne, alors que cette modernité est indissociable de la colonisation du monde.

### Une position originale
Sa connaissance du corpus postmoderne autant que de celui de la pensée critique latino-américaine font de lui un penseur difficilement contournable pour ceux ou celles qui désirent appréhender la richesse des  perspectives critiques en Amérique latine.   Son regard critique sur le courant décolonial, lui permet, et nous permet donc d’échapper aux écueils actuels :  adhésion ou rejet. Dans une interview très récente, accordée en 2021 à un journal français, il  disait se sentir toujours en dette avec la pensée du projet Modernité/Colonialité/ Décolonialité, tout en rejetant fermement certaines de leurs analyses ou prises de position.
« (...)parmi les réalisations du tournant colonial auxquelles je m’identifie encore, il y a les suivantes : la première est qu’il a contribué à rendre visible l’eurocentrisme endémique des sciences sociales et de la philosophie pratiquées en Amérique latine. En général, les sciences sociales opèrent avec des catégories d’analyse dérivées de la réalité sociale des pays européens une fois qu’ils sont passés par les processus d’industrialisation aux XVIIIe et XIXe siècles. Pour la modernité, il a été postulé que ces pays européens modernes étaient à l’avant-garde d’un processus historique supposé universel. C’est-à-dire que toutes les régions du monde devraient passer par les mêmes étapes historiques que les pays européens. C’est ce que nous appelons aujourd’hui le sophisme du développementaliste. Eh bien, bien que la théorie de la dépendance ait déjà démantelé plusieurs de ces hypothèses eurocentriques dans les années 1970, ce n’est qu’avec l’émergence de la pensée décoloniale que nous pouvons parler d’une conception radicalement différente de la modernité et des processus de modernisation dans les sciences sociales latino-américaines".
Mais il concluait également que, malheureusement, la pensée coloniale  reconduit certains problèmes théoriques et politiques majeurs.  Il critique « une vision macrosociologique de l’histoire, héritée du marxisme, qui comprend le pouvoir sous le paradigme de la domination », de « graves problèmes de compréhension des rouages de la dynamique historique au niveau local ». Il regrette la confusion opérée par trop de décoloniaux entre une critique nécessaire de l’universalisme occidental et le rejet finalement stérilisant de l’idée d’universel. D’autre part, il met en doute la chronologie du racisme établie par Quijano, qui fait démarrer le racisme au  XVIe siècle, voyant là une de méconnaissance de  la mise en place des processus historiques, ce à en quoi les travaux récents d’historiens comme Max Herring Torres, ou Jean-Frédéric Schaub lui donnent raison. Il est également critique de ce qu’il appelle l’Abyayalisme ( Abya Yala est le nom indigène, kuna, du continent américain, appellation qui est reprise par de nombreux  mouvements indigènes) qui serait le fait d’intellectuels blancs ou métis, idéalisant  les communautés dont ils parlent, sans y appartenir.
Dans ses derniers travaux et interventions, il effectue une relecture critique du penseur José Carlos Mariátegui chez lequel il trouve à la fois l'attention à la réalité spécifique de l’Amérique latine et l'ouverture à un universel qui ne soit pas une autre forme d'eurocentrisme

## Publications
- El tonto y los canallas. Notas para un republicanismo transmoderno. Bogotá: Universidad Javeriana, 2018
- Revoluciones sin sujeto. Slavoj Zizek y la crítica del historicismo posmoderno. D.F., México : AKAL 2015
- Historia de la gubernamentalidad. Razón de estado, liberalismo y neoliberalismo en Michel Foucault. Bogotá: Siglo del Hombre Editores 2010
- Tejidos Oníricos. Movilidad, capitalismo y biopolítica en Bogotá (1910-1930). Bogotá: Universidad Javeriana 2009
- Genealogías de la colombianidad: formaciones discursivas y tecnologías de gobierno en los siglos XIX y XX. Santiago Castro-Gómez y Eduardo Restrepo (editores), 2008
- Reflexiones para una diversidad epistémica más allá del capitalismo global. Santiago Castro-Gómez y Ramón Grosfoguel (editores). Siglo del Hombre Editores, 2007
- La poscolonialidad explicada a los niños.  Editorial Universidad del Cauca, Popayán 2005
- La hybris del punto cero. Ciencia, raza e ilustración en la Nueva Granada (1750-1816). Bogotá: Universidad Javeriana 2005
- Indisciplinar las ciencias sociales. Geopolíticas del conocimiento y colonialidad del poder (2002
- La reestructuración de las ciencias sociales en América Latina (2000)
- Teoría y práctica de la crítica poscolonial (1999)
- Teorias sin Disciplina. Latinoamericanismo, Poscolonialidad Y Globalizacion En Debate. Santiago Castro-gomez y Eduardo Mendieta, 1998
- Crítica de la razón latinoamericana. Barcelona: Puvill Libros. 1996.

### Articles traduits en français
- « Le chapitre manquant d'Empire. La réorganisation postmoderne de la colonisation dans le capitalisme postfordiste », Multitudes, no 26,‎ 2006, p. 27-49 (lire en ligne ).
- Introduction de La hybris del punto cero. Science, race et Lumières en Nouvelle-Grenade (1750-1816); Revue d'Études décoloniales. 2017. Traduction Lissel Quiroz
- Chapitre 3. de La Hybris del punto cero. Science, race et Lumières en Nouvelle-Grenade (1750-1816); Revue d'Études décoloniales. 2017. Traduction Lissel Quiroz
- "Tournant décolonial, théorie critique et pensée hétérarchique".in Cahier Genre et Développement. 2019.
- "La pensée décoloniale en débat". Nouveaux Cahiers du socialisme. 7 avril 2021.